# Kolla ceylonica
Kolla ceylonica är en insektsart som beskrevs av Melichar 1903. Kolla ceylonica ingår i släktet Kolla och familjen dvärgstritar. Inga underarter finns listade i Catalogue of Life.